# Robb Report
Robb Report (с англ. — «Отчёт Робба») — американский англоязычный журнал о роскошном образе жизни, освещающий товары статусного потребления, в том числе автомобили, самолёты, лодки, недвижимость и часы. Основанный в 1976 году, в настоящее время он принадлежит Penske Media Corporation. Это же издательство распространяет журнал о роскоши Muse by Robb Report, ориентированный на женщин-читательниц.

## История
The Robb Report был основан в 1976 году Робертом Л. «Расти» Уайтом. Первоначально называвшийся «Конфедераты двадцатого века», журнал начинал своё существование в качестве информационного бюллетеня, предназначенного для продажи личной коллекции памятных вещей времен Гражданской войны и автомобилей Rolls-Royce, принадлежащих Уайту. Уайт распространял свой информационный бюллетень среди членов Клуба владельцев Rolls-Royce в виде мимеографированных вкладных листов, а платным подписчикам предоставлял замшевую папку с тремя кольцами. Издание превратилось в рекламное, одно из первых в своем роде, ориентированное на состоятельную клиентуру. Смесь рекламы и редакционных статей, которую представлял собой в тот период журнал, продвигалась среди состоятельных потребителей с помощью рекламы в журнале Architectural Digest.
В 2002 году бренд «Robb Report» был продан за 150 миллионов долларов США компании CurtCo Media, после чего CurtCo была переименована в Curtco Robb Media LLC. The Robb Report сотрудничал с брендом Bespoke Collection для подготовки аукционных предметов для аукциона Napa Valley. В 2014 году Robb Report был приобретен Rockbridge, частной инвестиционной компанией Дэна Гилберта, за 60 миллионов долларов. В 2017 году Rockbridge передала издание Robb Report в совместное предприятие с Penske Media Corporation .
В апреле 2018 года издательство The Robb Report запустило журнал Muse by Robb Report, ориентированный на женскую аудиторию.
Компания издает иностранные версии своего журнала. В 2016 году иностранные версии Robb Report выходили на 16 языках. Российская версия выпускается медиахолдингом Independent Media.